# مارسی چمبرلین
مارسی چمبرلین (انگلیسی: Marise Chamberlain؛ ۵ دسامبر ۱۹۳۵ – ۵ نوامبر ۲۰۲۴) ورزشکار دو و میدانی اهل نیوزیلند بود.
وی در مسابقات کشوری و بین‌المللی، در مجموع برندهٔ ۱ مدال نقره و ۱ مدال برنز شده‌است.